# Kalle Berglund
Kalle Anders Berglund (ur. 11 marca 1996 w Karlskronie) – szwedzki lekkoatleta specjalizujący się w biegach średnich.
Siódmy zawodnik biegu na 800 metrów podczas juniorskich mistrzostw świata w Eugene (2014). Rok później zajął na tym samym dystansie 4. miejsce w trakcie mistrzostw Europy juniorów w Eskilstunie. Na eliminacjach 800 metrów zakończył występ podczas europejskiego czempionatu seniorów w Amsterdamie (2016). W 2017 został w Belgradzie halowym wicemistrzem Europy w biegu na 1500 metrów.
Wielokrotny złoty medalista mistrzostw Szwecji oraz reprezentant kraju na drużynowych mistrzostwach Europy i w meczach międzypaństwowych.

## Osiągnięcia
| Rok  | Impreza                                   | Miejsce    | Konkurencja         | Lokata      | Wynik   |
| ---- | ----------------------------------------- | ---------- | ------------------- | ----------- | ------- |
| 2014 | Mistrzostwa świata juniorów               | Eugene     | bieg na 800 metrów  | 7. miejsce  | 1:47,31 |
| 2015 | Superliga drużynowych mistrzostw Europy   | Czeboksary | bieg na 800 metrów  | 6. miejsce  | 1:46,85 |
| 2015 | Mistrzostwa Europy juniorów               | Eskilstuna | bieg na 800 metrów  | 4. miejsce  | 1:49,88 |
| 2015 | Mistrzostwa Europy w biegach przełajowych | Hyères     | bieg juniorów       | 45. miejsce | 18:42   |
| 2016 | Mistrzostwa Europy                        | Amsterdam  | bieg na 800 metrów  | eliminacje  | 1:49,65 |
| 2016 | Mistrzostwa Europy w biegach przełajowych | Chia       | bieg młodzieżowców  | 20. miejsce | 23:40   |
| 2017 | Halowe mistrzostwa Europy                 | Belgrad    | bieg na 1500 metrów | 2. miejsce  | 3:45,56 |
| 2017 | Młodzieżowe mistrzostwa Europy            | Bydgoszcz  | bieg na 1500 metrów | eliminacje  | 3:44,56 |
| 2017 | Mistrzostwa świata                        | Londyn     | bieg na 1500 metrów | półfinał    | 3:40,05 |
| 2018 | Halowe mistrzostwa świata                 | Birmingham | bieg na 1500 metrów | eliminacje  | 3:46,61 |
| 2018 | Mistrzostwa Europy                        | Berlin     | bieg na 1500 metrów | eliminacje  | 3:41,25 |
| 2019 | Superliga drużynowych mistrzostw Europy   | Bydgoszcz  | bieg na 3000 metrów | 2. miejsce  | 8:02,79 |
| 2019 | Mistrzostwa świata                        | Doha       | bieg na 1500 metrów | 9. miejsce  | 3:33,70 |

## Rekordy życiowe
- Bieg na 800 metrów (stadion) – 1:46,63 (2018)
- Bieg na 800 metrów (hala) – 1:47,62 (2017)
- Bieg na 1500 metrów (stadion) – 3:33,70 (2019) rekord Szwecji
- Bieg na 1500 metrów (hala) – 3:36,63 (2019) były rekord Szwecji
- Bieg na milę – 3:53,83 (2019) rekord Szwecji